# Trypanosoma acerinae
Trypanosoma acerinae – kinetoplastyd z rodziny świdrowców należący do królestwa protista.
Pasożytuje w osoczu krwi jazgarza (Gymnocephalus cernua).
Występuje na terenie Azji i Europy.